# 苏州丝绸博物馆
苏州丝绸博物馆是一座位于中国江苏省苏州市姑苏区北寺塔风景区的丝绸博物馆。

## 历史
1991年9月21日建成开馆，博物馆占地9460平方米，建筑主体为“丝绸之路”。博物馆中展示了从公元前2000年起丝绸生产和苏绣的历史。展品包括旧的织布机、古代丝绸样品和养蚕的介绍。从前有一间放满了活蚕的房间，它们正在吃桑叶和纺茧。但在2009年12月后，活的蚕就被模型取代了。现在还有些活蚕展示（2018）,约模型数量的10％。